# 유지혜 (1993년)
유지혜(1993년 2월 13일 ~ )는 2014년 대한민국 미스 서울 미(美) 입상자 출신이며 예비역 대한민국 육군 장교 여군 중위 출신 항공 승무원이다.

## 주요 경력

### 주요 이력
신장은 171cm이고 체중은 50kg이며 골프와 요가와 피아노 연주와 필라테스와 에어로빅에 취미가 있고 수영에 특기가 있는 그녀는 숙명여대 4년 시절이던 2014년 대한민국 미스코리아 서울 미(美)에 입상하였고 이후 2015년 여군장교 학군사관으로 임관하여 2018년 육군 중위 예편하였다.

### 신체 사이즈
- 신장: 171cm
- 체중: 50kg
- 32-24-34[1]

### 트리비아
그녀의 부군은 숙명여대 3년 시절 만나서 3년간 교제한 8년 연상의 예비역 육군 소령 방동협(경남 창녕옥야고 졸 후 육사 및 보병학교 출신. 3년간 연애 끝에 2016년 결혼.)